# Dingir

Dingir em sumério.
Dingir em acádio ou assírio.

Dingir (em sumério: 𒀭; romaniz.: DIĜIR, Dinguir) é o termo que traduz, na língua suméria, a palavra deus ou deusa. O seu sinal cuneiforme é mais comumente empregado como o determinante para nomes religiosos e conceitos relacionados, caso em que não é pronunciado e é convencionalmente transliterado como um sobrescrito "D" como, por exemplo, DInana. 
O símbolo cuneiforme por si só era originalmente um ideograma para a palavra suméria am ("céu" ou "firmamento"); seu uso foi estendido a um logograma para a palavra dingir ("deus" ou "deusa") e a suprema divindade do panteão sumério, Am, e um fonograma para a sílaba /an/. O acadiano assumiu todos esses usos e adicionou-lhes uma leitura logográfica para o "ilum" nativo e de que uma leitura silábica de /il/. Na ortografia hitita, o valor silábico do sinal era novamente apenas /an/. 
O conceito de "divindade" em sumério está intimamente associado com o céu, como é evidente pelo fato de que o signo cuneiforme dobra como o ideograma para "céu", e que sua forma original é a imagem de uma estrela. A associação original de "divindade" é assim com hierofanias "brilhantes" no céu.[carece de fontes?]